# Stilling (Skanderborg)
 Der er for få eller ingen kildehenvisninger i denne artikel, hvilket er et problem. Du kan hjælpe ved at angive troværdige kilder til de påstande, som fremføres i artiklen.

Stilling er fra 1. januar 2011 en bydel til Skanderborg i Østjylland. Stilling er beliggende ved Stilling Sø 5 km NØ for Skanderborg centrum.
Byen havde 3.752 indbyggere (2010), fra 2011 opgøres indbyggertallet som en del af Skanderborgs. Skanderborg byråd arbejder nu på igen at gøre Stilling-Gram til en selvstændig by med den begrundelse, at Stilling-Gram nu har mere end 4.000 indbyggere.